# シェイクスピア劇登場人物一覧 悲劇
シェイクスピア劇登場人物一覧（シェイクピアげきとうじょうじんぶついちらん）は、ウィリアム・シェイクスピアの劇に登場する人物の一覧である。
- 名前のない貴族、従者、召使い、兵、伝令などは基本的に省略した。
- 五十音順で姓（ローマ人は第三名）を優先した。ただし、出身地などの地名が姓のように使われている場合はその限りではない。
- （史）は歴史上の人物、（虚）は（主に史劇の）虚構の人物、（伝）は伝説・神話の人物を表す。それ以外は虚構の人物である。
- 「外」（シェイクスピア以外の登場作品）はその人物が主役として登場する作品に限定した。
- 「演」（演じた役者）について、特に何も記していないものは舞台である。
- 「詞」（名台詞）はすべて坪内逍遥・訳から引用した。

| 悲劇 | 喜劇 | 史劇 |

## あ
- アーロン（タイタス・アンドロカス）＞エアロン
- アイアラス Iras（アントニーとクレオパトラ）：クレオパトラの侍女。
- アガメムノン Agamemnon（トロイラスとクレシダ）：（伝）トロイア戦争のギリシアの総指揮官。
  - シェイクピア以外の登場作品：アイスキュロス『アガメムノーン』
- アキリーズ Achilles（トロイラスとクレシダ）：（伝） トロイア戦争のギリシアの将軍。ギリシア神話の英雄。「アキレウス（アキレス）」のこと。
  - 外：ホメーロス『イーリアス』、アイスキュロス『アキレウス』三部作（『ミュルミドン人たち』の断片が残るだけで後は消失）
- アグリッパ Agrippa（アントニーとクレオパトラ）：（史）シーザーの仲間。
- アグリッパ、メニーニアス Menenius Agrippa（コリオレイナス）：コリオレイナスの友人。
- アペマンタス Apemantus（アテネのタイモン）：不作法な哲学者。
- アルシバイアディーズ Alcibiades（アテネのタイモン）：（史）アテネの武将。実在の人物。
  - 外：プラトン『第一アルキビアデス』『第二アルキビアデス』『饗宴』『プロタゴラス』
- アルテミドーラス Artemidorus（ジュリアス・シーザー）：クニドス出身のソフィスト。
- アレクサス Alexas（アントニーとクレオパトラ）：クレオパトラの従者。
- アレグザンダー Alexande（トロイラスとクレシダ）：クレシダの召使い。
- アラーバス Alarbus（タイタス・アンドロニカス）：タモーラの息子。
- アンガス Angus（マクベス）：スコットランドの貴族。
- アンティーナー Antenor（トロイラスとクレシダ）：（伝）トロイの将軍。
- アントニー、マーク Mark Antony（ジュリアス・シーザー、アントニーとクレオパトラ）：（史）シーザー死後の3執政官。
  - 演（ジュリアス・シーザー）：ジョン・ウィルクス・ブース（1864年）、マーロン・ブランド（1953年、映画）、チャールトン・ヘストン（1950年、16mm映画/1969年、映画）
  - 演（アントニーとクレオパトラ）：ジョン・ギールグッド（1931年）、パトリック・スチュワート（2006年）、ティモシー・ダルトン（1981年、テレビ/1986年）、コリン・ブレイクリー（1981年、テレビ）、アラン・ベイツ（1999年）、チャールトン・ヘストン（1972年、映画、監督兼）、マイケル・レッドグレイヴ（1953年）
  - 詞：「「かゝれかゝれ!」と号令を下して、彼（か）の兵（いくさ）の三疋犬（びきいぬ）を放つであらう」（『ジュリアス・シーザー』III.1）
- アンドロニカス、タイタス Titus Andronicus（タイタス・アンドロニカス）：ローマの貴族、ゴート討伐軍の将軍。
  - 演：アンソニー・ホプキンス（1999年、映画『タイタス』）
- アンドロニカス、マーカス Marcus Andronicus（タイタス・アンドロニカス）：護民官、タイタスの弟。
- アンドロマキ Andromache（トロイラスとクレシダ）：（伝）ヘクターの妻。
  - 外：エウリピデス『アンドロマケ』、ジャン・ラシーヌ『アンドロマック』

- イーニーアス Aeneas（トロイラスとクレシダ）：（伝）トロイの将軍。アエネアス。「アエネアス」のこと。
  - 外：ウェルギリウス『アエネーイス』
- イーミリアス Aemilius（タイタス・アンドロニカス）：ローマの貴族。
- イアーゴー Iago（オセロ）：オセロの旗手。
  - 演：クリストファー・ウォーケン、ローレンス・オリヴィエ、アンディ・サーキス、リーヴ・シュレイバー、リチャード・ドレイファス、ジョシュ・ハートネット、エドウィン・ブース（19世紀）、コルム・フィオール、フランク・フィンレー（1965年、映画）、ホセ・フェラー、ケネス・ブラナー（1995年、映画）、クリストファー・プラマー、ボブ・ホスキンス、イアン・マクダーミド、ユアン・マクレガー、ティム・マッキナリー、イアン・マッケラン（1990年、テレビ）
- イアロス Eros（アントニーとクレオパトラ）：アントニーの仲間。
- イノバーバス、ドミシアス Domitius Enobarbus（アントニーとクレオパトラ）：アントニーの仲間。
- イモージェン Imogen（シンベリン）：シンベリンと先妻の娘。
  - 演：エレン・テリー。

- ヴァージリア Virgilia（コリオレイナス）：コリオレイナスの妻。
- ヴァリアス Varríus（アントニーとクレオパトラ）：ポンペイアスの仲間。
- ヴァレリア Valeria（コリオレイナス）：ヴァージリアの友人。
- ヴァロー Varro（ジュリアス・シーザー）：ブルータスの部下。
- ヴェニス大公 Duke of Venice（オセロ）
- ヴェリュータス、シシニアス Sicinius Velutus（コリオレイナス）：護民官。
- ヴェンティディアス Ventidius（アテネのタイモン）：タイモンの偽りの友人の1人。
- ヴェンティディアス Ventidius（アントニーとクレオパトラ）：（史）アントニーの仲間。
- ヴォールティマンド Voltemand（ハムレット）：廷臣。
- ヴォラムニア Volumnia（コリオレイナス）：コリオレイナスの母。
- ヴォラムニアス Volumnius（ジュリアス・シーザー）：（史）マーカス・ブルータスやキャシアスの仲間。
- 占い師＞予言者

- エージャックス Ajax（トロイラスとクレシダ）：（伝）トロイア戦争のギリシアの将軍。
  - 外：ソポクレス『アイアース』
- エアロン Aaron（タイタス・アンドロニカス）：ムーア人、タモーラの情夫。
  - 演：小栗旬
- エイブラハム Abraham（ロミオとジュリエット）：モンタギュー家の召使い。
- エスカラス Escalus（ロミオとジュリエット）：ヴェロナの太守、公爵。
- エドガー Edgar（リア王）：グロスター伯の嫡子。
  - 詞：「暗黒城（くらやみじやう）にぞ着きにける」（III.4）
- エドモンド Edmund（リア王）：グロスター伯の庶子。
- エミリア Emilia（オセロ）：イアーゴーの妻。

- オーフィディアス、タラス Tullus Aufidius（コリオレイナス）：ヴォルサイ人の将軍。
- オールバニ公 Duke of Albany（リア王）：ゴネリルの夫。
- オクテーヴィア Octavia（アントニーとクレオパトラ）：（史）オクティーヴィアス・シーザーの姉、アントニーの妻。
- オクティーヴィアス（ジュリアス・シーザー、アントニーとクレオパトラ）＞シーザー、オクティーヴィアス
- オズリック Osric（ハムレット）：廷臣。
- オズワルド Oswald（リア王）：ゴネリルの執事。

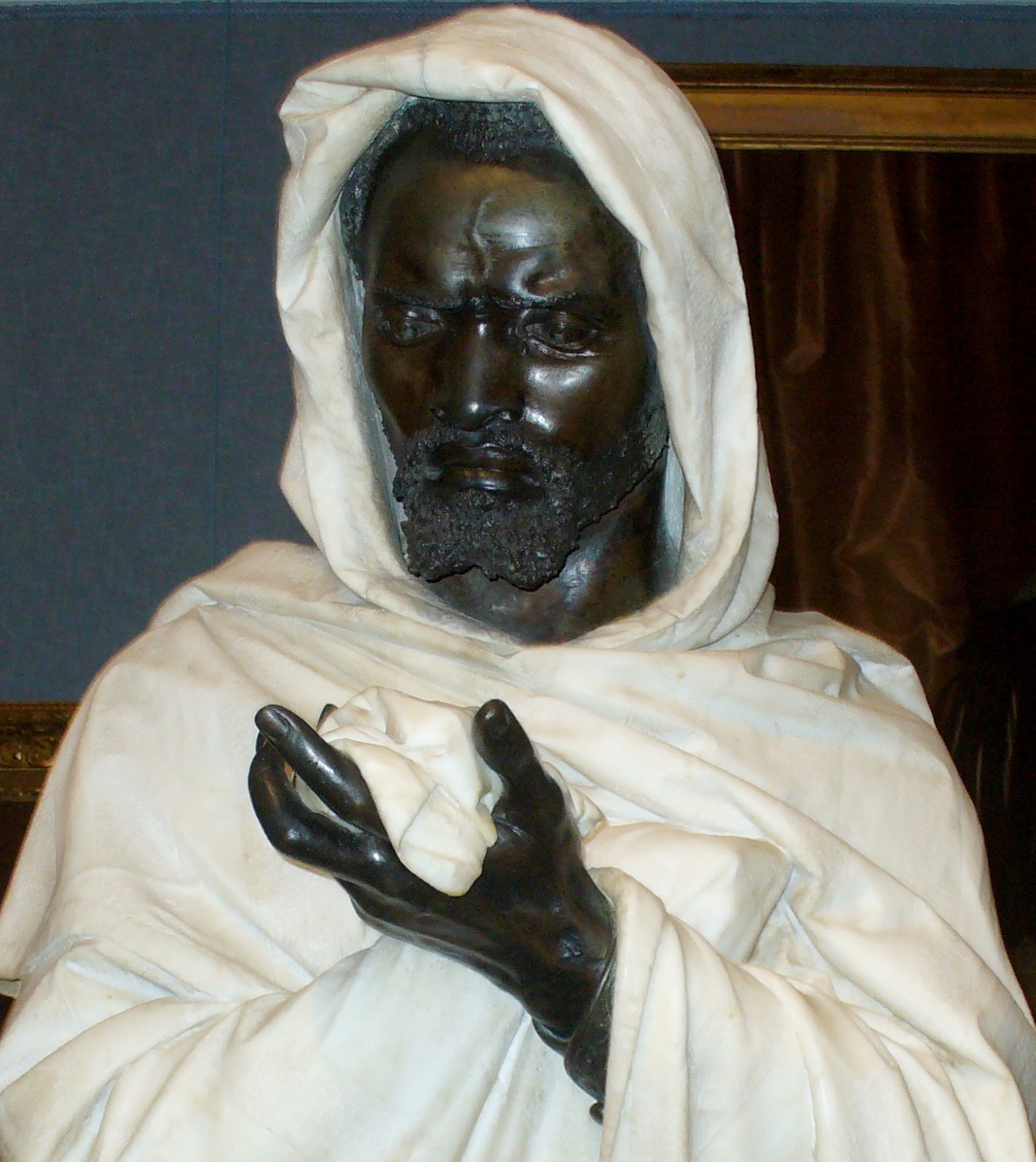
オセロに扮した黒人俳優アイラ・アルドリッジの胸像（ピエトロ・カルヴィ作、19世紀）

- オセロ Othello（オセロ）：ヴェニスに仕えるムーア人貴族。
  - 演：アイラ・アルドリッジ（19世紀）、オーソン・ウェルズ（1952年、映画）、ローレンス・オリヴィエ（1965年、映画）、ジェームズ・アール・ジョーンズ、リチャード・バートン、ローレンス・フィッシュバーン（1995年、映画）、サミュエル・フェルプス（19世紀）、アンソニー・ホプキンス（1980年、テレビ）、セルゲーイ・ボンダルチューク（1955年、映画）、エミール・ヤニングス（1922年、映画）、ポール・ロブスン（1930年）
- オフィーリア Ophelia（ハムレット）：ハムレットの恋人。ポローニアスの娘。
  - 演：ケイト・ウィンスレット（1996年、映画）、ジーン・シモンズ（1948年、映画）、ジュリア・スタイルズ（2000年、映画）マリアンヌ・フェイスフル（1969年、映画）、ヘレナ・ボナム＝カーター（1990年、映画）、松たか子、高橋愛（モーニング娘。）

## か
- ガートルード Gertrude（ハムレット）：先王ハムレットの妻。ハムレットの母。クローディアスと再婚。
  - 演：ジュリー・クリスティ（1996年、映画）、グレン・クローズ（1990年、映画）、クレア・ブルーム（1980年、テレビ）
- カイロン Chiron（タイタス・アンドロニカス）：タモーラの息子。
- 画家（アテネのタイモン）
- カサンドラ Cassandra（トロイラスとクレシダ）：（伝）プライアムの娘。予言者。
  - 外：クリスタ・ヴォルフ『カッサンドラ』
- カラン Curan（リア王）：廷臣。
- カルカス Calchas（トロイラスとクレシダ）：（伝）クレシダの父親。

- キャシアス Cassius（ジュリアス・シーザー）：（史）シーザー暗殺の共謀者。
  - 演：ジョン・ギールグッド（1950年/1953年、映画）
- キャシオー Cassio（オセロ）：オセロの副官。
- キャスカ Casca（ジュリアス・シーザー）：（史）シーザー暗殺の共謀者。
- キャニディアス Canidius（アントニーとクレオパトラ）：（史）アントニーの副将。
- キャピュレット Capulet（ロミオとジュリエット）：敵対する両家の家長。
- キャピュレット夫人 Lady Capulet（ロミオとジュリエット）：キャピュレットの妻。
- ギャラス Gallus（アントニーとクレオパトラ）：（史）シーザーの仲間。
- キャルパーニア Calpurnia（ジュリアス・シーザー）：（史）シーザーの妻。
- ギルデンスターン Guildenstern（ハムレット）：廷臣。
  - 外：トム・ストッパード『ローゼンクランツとギルデンスターンは死んだ』

- クィンタス Quintus（タイタス・アンドロニカス）：タイタスの息子。
- クライタス Clitus（ジュリアス・シーザー）：ブルータスの部下。
- グラティアーノ Gratiano（オセロ）：ブラバンショーの兄弟。
- グレゴリ Gregory（ロミオとジュリエット）：キャピュレット家の召使い。
- クレオパトラ Cleopatra（アントニーとクレオパトラ）：（史）エジプトの女王。
  - 外：ジョージ・バーナード・ショー『シーザーとクレオパトラ』、ヘンリー・ライダー・ハガード『クレオパトラ』
  - 演：ペギー・アシュクロフト（1953年）、ヴァネッサ・レッドグレイヴ（1986年）、リン・レッドグレイヴ（1983年、テレビ）
  - 詞：「ありゃわしの、まだ分別の青かった生葉の頃ぢゃ」（I.5）
- クレシダ Cressida（トロイラスとクレシダ）：カルカスの娘。トロイアスの恋人。
  - 外：ジェフリー・チョーサー『トゥローイラスとクリセイデ』
- クローディアス Claudius（ハムレット）：デンマーク王。先王ハムレットの兄弟。ハムレットの叔父。
  - 演：デレク・ジャコビ（1996年、映画）、ロバート・ショウ（1963年、テレビ）、パトリック・スチュワート（1980年、テレビ）、アラン・ベイツ（1990年、映画）、アンソニー・ホプキンス（1969年、映画）
- クローディアス Claudius（ジュリアス・シーザー）：ブルータスの部下。
- グロスター伯 Earl of Gloucester（リア王）：エドガーとエドマンドの父。
  - 演：レオ・マッカーン（1984年、映画）

- ケーフィス Caphis（アテネのタイモン）：タイモンの債権者たちの召使い。
- ケイスネス Caithness（マクベス）：スコットランドの貴族。
- ケイトー、小 Young Cato（ジュリアス・シーザー）：マーカス・ブルータスやキャシアスの仲間。
- ケント伯 Earl of Kent（リア王）：リアの忠臣。
  - 演：コリン・ブレークリー（1984年、映画）

- コーディリア Cordelia（リア王）：（伝）リアの三女。
- コーニーリアス Cornelius（ハムレット）：廷臣。
- コーンウォール公 Duke of Cornwall（リア王）：リーガンの夫。
- コミニアス Cominius（コリオレイナス）：ヴォルサイ人討伐の将校。
- ゴネリル Goneril（リア王）：（伝）リアの長女。オールバニ公の妻。
  - 演：フランシス・バーバー（2008年、テレビ）
- コリオレイナス、ケイアス・マーシアス Caius Martius Coriolanus（コリオレイナス）：（史）ローマの貴族。

## さ
- サーヴィリアス Servilius（アテネのタイモン）：タイモンの召使い。
- サーサイティーズ Thersites（トロイラスとクレシダ）：（伝）身体障害者で口汚いギリシア人。
- サイアリアス Thyreus（アントニーとクレオパトラ）：シーザーの仲間。
- サターナイナス Saturninus（タイタス・アンドロニカス）：先のローマ皇帝の長男、後に皇帝。
  - 演：アラン・カミング（1999年、映画『タイタス』）
- サムソン Sampson（ロミオとジュリエット）：キャピュレット家の召使い。

- シーザー、オクティーヴィアス Octavius Caesar（ジュリアス・シーザー、アントニーとクレオパトラ）：（史）シーザー死後の3執政官。
- シーザー、ジュリアス Julius Caesar（ジュリアス・シーザー）：（史）ローマの政治家、軍人。
  - 演：ジョン・ギールグッド（1969年、映画/1977年のシェイクスピア劇引退公演）
- シートン Seyton（マクベス）：マクベスの部下。
- シーワード Siward（マクベス）：ノーサンバランド伯、イングランドの将軍。
- シーワード、小 Young Siward（マクベス）：シーワードの息子。
- 詩人（アテネのタイモン）
- 詩人、第二の（ジュリアス・シーザー）
- シセロー Cicero（ジュリアス・シーザー）：（史）元老員議官。「キケロ」のこと。
- シナ Cinna（ジュリアス・シーザー）：（史）シーザー暗殺の共謀者。
- シナ Cinna（ジュリアス・シーザー）：（史）詩人。
- ジュリエット Juliet（ロミオとジュリエット）：キャピュレットの娘。
  - 演：ペギー・アシュクロフト（1935年）、ガリーナ・ウラノワ（映画『ロメオとジュリエット物語』）、ノーマ・シアラー（1936年、映画）、スーザン・シェントル（1954年、映画）、鈴木杏、クレア・デインズ（1996年、映画『ロミオ+ジュリエット』）、ローズマリー・デクスター（1964年、映画）、ジュディ・デンチ（1960年）、オリヴィア・ハッセー（1968年、映画）、セダ・バラ（1916年、映画）、藤真利子（1979年）
  - 詞：「おゝ、ロミオ、ロミオ! 何故卿（おまへ）はロミオぢゃ!」（II.2）
- ジュリエットの乳母（ロミオとジュリエット）
- 商人（アテネのタイモン）
- 少年（マクベス）：マクダフの息子。
- ジョン John（ロミオとジュリエット）：フランシスコ会の修道僧。
- シリアス Silius（アントニーとクレオパトラ）：ヴェンティディアスの部下。
- シリューカス Seleucus（アントニーとクレオパトラ）：クレオパトラの財務官。
- シンバ、メテラス Metellus Cimber（ジュリアス・シーザー）：（史）シーザー暗殺の共謀者。

- スケアラス Scarus（アントニーとクレオパトラ）：アントニーの仲間。
- ストレイトー Strato（ジュリアス・シーザー）：ブルータスの部下。

- センプローニアス Sempronius（アテネのタイモン）：取り巻きの貴族。

## た
- ダーデイニアス Dardanius（ジュリアス・シーザー）：ブルータスの部下。
- ダイオミーディーズ Diomedes（トロイラスとクレシダ）：（伝）トロイア戦争のギリシアの将軍。
- ダイオミーディーズ Diomedes（アントニーとクレオパトラ）：クレオパトラの従者。
- タイタス Titus（アテネのタイモン）：タイモンの債権者たちの召使い。
- タイタス・アンドロニカス＞アンドロニカス、タイタス
- タイモン Timon（アテネのタイモン）：（史）アテネの貴族。友人たちに裏切られて人間不信になる。
  - 演：ジョナサン・プライス（1981年、テレビ）、サミュエル・フェルプス（1851年）
- ダシータス Dercetas（アントニーとクレオパトラ）：アントニーの仲間。
- タモーラ Tamora（タイタス・アンドロニカス）：ゴート人の女王。
  - 演：ジェシカ・ラング（1999年、映画『タイタス』）
- ダンカン Duncan（マクベス）：スコットランド王。

- チャーミアン Charmian（アントニーとクレオパトラ）：クレオパトラの侍女。

- ティティニアス  Titinius（ジュリアス・シーザー）：マーカス・ブルータスやキャシアスの仲間。
- ティボルト Tybalt（ロミオとジュリエット）：キャピュレット夫人の甥。
  - 演：マイケル・ヨーク（1968年、映画）
- ティマンドラ Timandra（アテネのタイモン）：アルシバイアディーズの情婦。
- ディミートリアス Demetrius（タイタス・アンドロニカス）：タモーラの息子。
- ディミートリアス Demetrius（アントニーとクレオパトラ）：アントニーの仲間。
- ディーフォーバス Deiphobus（トロイラスとクレシダ）：（伝）プライアムの息子。トロイの王子。
- デズデモーナ Desdemona（オセロ）：ブラバンショーの娘、オセロの妻。
  - 演：ペギー・アシュクロフト（1930年）、イレーヌ・ジャコブ（1995年、映画）、イモジェン・スタッブス（1990年、テレビ）、マギー・スミス（1965年、映画）、エレン・テリー
  - 詞：「歌へ柳を、柳や柳!」IV.3
- トーラス Taurus（アントニーとクレオパトラ）：（史）オクティーヴィアス・シーザーの副将。
- 道化（アントニーとクレオパトラ）
- 道化（オセロ）：オセロの召使い。
- 道化、2人の（ハムレット）：墓掘り。
- 道化（リア王）：リア付きの道化師。
  - 演：アレック・ギネス、エマ・トンプソン（1990年）、ジョン・ハート（1984年、映画）、ジャック・マッゴーラン（1971年、映画）
- 道化（アテネのタイモン） -
- ドナルベイン Donalbain（マクベス）：ダンカンの次男。
- ドラベラ Dolabella（アントニーとクレオパトラ）：シーザーの仲間。
- トレボーニアス Trebonius（ジュリアス・シーザー）：（史）シーザー暗殺の共謀者。
- トロイラス Troilus（トロイラスとクレシダ）：（伝）プライアムの息子。クレシダの恋人。
  - 外：ジェフリー・チョーサー『トゥローイラスとクリセイデ』

## な
- ネスター Nestor（トロイラスとクレシダ）：（伝）ギリシアの将軍。

## は
- バーガンディ公 Duke of Burgundy（リア王）
- バーナードー Bernardo（ハムレット）：兵士。
- バシエイナス Bassianus（タイタス・アンドロニカス）：先のローマ皇帝の次男でラヴィニアの夫。
- パトロクラス Patroclus（トロイラスとクレシダ）：（伝）トロイア戦争のギリシアの将軍。アキリーズの親友。
- パブリアス Publius（タイタス・アンドロニカス）：護民官マーカスの息子。
- パブリアス Publius（ジュリアス・シーザー）：元老員議官。

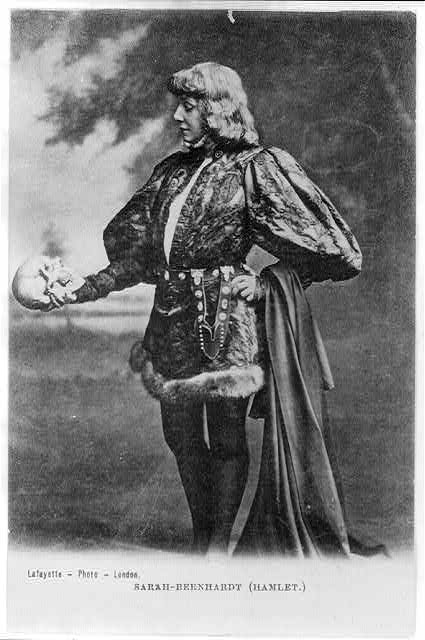
ハムレットに扮したサラ・ベルナール（映画より）

- ハムレット Hamlet（ハムレット）：デンマーク王国の王子。先王ハムレットとガートルードの息子。
  - 演：ニコール・ウィリアムソン（1969年、映画）、サム・ウォーターストン（1975年）、モーリス・エヴァンス（1953年、テレビ）、ピーター・オトゥール（1963年[1]）、ローレンス・オリヴィエ（1948年、映画）、川上音二郎（1903年、日本初演[2]）、ジョン・ギールグッド、エドマンド・キーン（19世紀）、メル・ギブソン（1990年、映画）、ケヴィン・クライン（1990年、テレビ）、ジョン・フィリップ・ケンブル（18世紀）、真田広之、マクシミリアン・シェル（1961年、映画）、デレク・ジャコビ（1980年、テレビ）、キャンベル・スコット（2000年、テレビ）、イノケンティ・スモクトゥノフスキー（1964年、映画）、リチャード・チェンバレン（1970年、テレビ）、アスタ・ニールセン（1920年、映画）リチャード・バートン（1964年、映画）、リチャード・バーベッジ（初演）、エドウィン・ブース（19世紀）、レイフ・ファインズ（1995年）、藤原竜也、ケネス・ブラナー（1996年、映画）、クリストファー・プラマー（1963年、テレビ）、サラ・ベルナール（1899年/1900年、映画）、イーサン・ホーク（2000年、映画）、スティーヴン・ラング（1992年）
  - 詞：「世に在る、世に在らぬ、それが疑問ぢゃ」（III.1）
- 先王ハムレットの亡霊 Ghost of Hamlet's Father（ハムレット）：ハムレットの父。
  - 演：ジョン・ギールグッド（1979年、テレビ）
- パリス Paris（ロミオとジュリエット）：若い貴族。エスカラスの親戚。
  - 演：ポール・ラッド（1996年、『ロミオ+ジュリエット』）
- パリス Paris（トロイラスとクレシダ）：（伝）プリアモスの息子。トロイの王子。ヘレンを誘拐し、トロイア戦争の原因を作った。
- バルサザー Balthasar（ロミオとジュリエット）：ロミオの従者。
- バンクォー Banquo（マクベス）：ダンカンの臣下、スコットランドの将軍。
- パンダラス Pandarus（トロイラスとクレシダ）：（伝）クレシダの叔父。

- ピーター Peter（ロミオとジュリエット）：ジュリエットの乳母の召使い。
  - 演：アンディ・デヴァイン（1936年、映画）
- ビアンカ Bianca（オセロ）：キャシオーの情婦。
- ピンダラス Pindarus（ジュリアス・シーザー）：キャシアスの奴隷。

- ファイロー Philo（アントニーとクレオパトラ）：アントニーの仲間。
- フィロータス Philotus（アテネのタイモン）：タイモンの債権者たちの召使い。
- フォーティンブラス Fortinbras（ハムレット）：ノルウェー王国の王子。
- プライアム Priam（トロイラスとクレシダ）：（伝）トロイの王。
- フライニア Phrynia（アテネのタイモン）：アルシバイアディーズの情婦。
- ブラバンショー Brabantio（オセロ）：元老院議員。
- フラミニアス Flaminius（アテネのタイモン）：タイモンの召使い。
- フランシスコー Francisco（ハムレット）：兵士。
- フランス王（リア王）：（虚）コーディリアの求婚者。
- ブルータス、ジューニアス Junius Brutus（コリオレイナス）：（史）護民官。
- ブルータス、ディーシアス Decius Brutus（ジュリアス・シーザー）：（史）シーザー暗殺の共謀者。
- ブルータス、マーカス Marcus Brutus（ジュリアス・シーザー） ：（史）シーザー暗殺の共謀者。
  - 演：ジェームズ・メイソン（1953年、映画）、デンゼル・ワシントン（2005年）、ジェイソン・ロバーズ（1969年、映画）
- フリーアンス Fleance（マクベス）：バンクォーの息子。
- フレーヴィアス Flavius（アテネのタイモン）：タイモンの執事。
- フレーヴィアス Flavius（ジュリアス・シーザー）：（史）護民官。
- プロキュリーアス Proculeius（アントニーとクレオパトラ）：（史）シーザーの仲間。

- ヘカテ Hecat（マクベス）：（伝）
- ヘクター Hector（トロイラスとクレシダ）：（伝）プリアモスの息子。トロイの王子。
- ヘリナス Helenus（トロイラスとクレシダ）：（伝）プライアムの息子。トロイの王子。
- ヘレン Helen（トロイラスとクレシダ）：（伝）メネレーアスの妻。パリスとともにトロイア戦争の原因となった。
  - 外：エウリピデス『ヘレネ』
- ベンヴォーリオ Benvolio（ロミオとジュリエット）：モンタギューの甥。ロミオの友人。

- ポーシャ Portia（ジュリアス・シーザー）：（史）ブルータスの妻。
- 宝石商（アテネのタイモン）
- ホーテンシアス Hortensius（アテネのタイモン）：タイモンの債権者たちの召使い。
- ホレイショー Horatio（ハムレット）：ハムレットの友人。
  - 演：マイケル・ケイン（1963年、テレビ）
- ポローニアス Polonius（ハムレット）：デンマーク王国の内大臣。オフィーリアとレアティーズの父。
  - 演：ヒューム・クローニン（1964年、映画）、リチャード・ブライアーズ（1996年、映画）、イアン・ホルム（1990年、映画）、ビル・マーレイ（2000年、映画）、マイケル・レッドグレイヴ（1979年、テレビ）
- ポンピーアス、セクスタス（ポンペー） Sextus Pompeius（アントニーとクレオパトラ）：（史）

## ま
- マーガレロン Margarelon（トロイラスとクレシダ）：プライアムの私生児。
- マーシアス、幼児 Young Marcius（コリオレイナス）：コリオレイナスの息子。
- マーセラス　Marcellus（ハムレット）：兵士。
- マーティアス Martius（タイタス・アンドロニカス）：タイタスの息子。
- マーディアン Mardian（アントニーとクレオパトラ）：クレオパトラの従者（宦官）。
- マキューシオ Mercutio（ロミオとジュリエット）：エスカラスの親戚、ロミオの友人。
  - 演：ローレンス・オリヴィエとジョン・ギールグッド（1935年、二人でロミオとMercutioを代わる代わる演じた）、ポール・スコフィールド（1947年）、ジョン・バリモア（1936年、映画）、ハロルド・ペリノー・Jr（1996年、『ロミオ+ジュリエット』）、ラルフ・リチャードソン（1935年）
- マクダフ Macduff（マクベス）：スコットランドの貴族。
- マクダフの妻 Lady Macduff（マクベス）

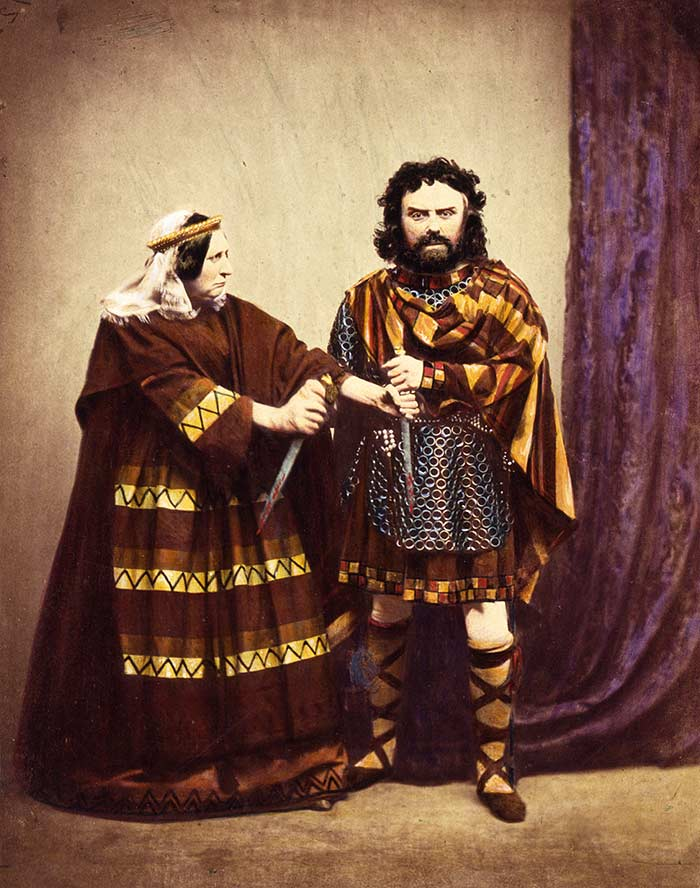
マクベスを演じるチャールズ・キーン（1858年）

- マクベス Macbeth（マクベス）：（史）ダンカンの臣下、スコットランドの将軍。
  - 演：ニコール・ウィリアムソン（1983年、テレビ）、オーソン・ウェルズ（1948年、映画）、モーリス・エヴァンス（1954年と1960年、テレビ）、ジェーソン・コネリー（1997年、映画）、平幹二朗（1980年）、ジョン・フィンチ（1971年、映画）、ジェレミー・ブレット（1981年、映画）、イアン・マッケラン（1978年、映画）、三船敏郎（1957年、映画『蜘蛛巣城』）
- マクベス夫人 Lady Macbeth（マクベス）：（史）マクベスの妻。
  - 演：フランチェスカ・アニス（1971年、映画）、ジュディス・アンダーソン（1954年と1960年、テレビ）、栗原小巻（1980年）、グレタ・スカッキ（1998年、テレビ）、ジュディ・デンチ（1978年、映画）、ジャネット・ノーラン（1948年、映画）、山田五十鈴（1957年、映画『蜘蛛巣城』）、パイパー・ローリー（1981年、映画）
- 魔女、3人の three Witches（マクベス）
- マララス Marullus（ジュリアス・シーザー）：護民官。
- マルカム Malcolm（マクベス）：（史）ダンカンの長男。

- ミーナス Menas（アントニーとクレオパトラ）：（史）ポンペイアスの仲間。
- ミシーナス Maecenas（アントニーとクレオパトラ）：（史）シーザーの仲間。
- ミニークラティーズ Menecrates（アントニーとクレオパトラ）：（史）ポンペイアスの仲間。
- ミューティアス Mutius（タイタス・アンドロニカス）：タイタスの息子。
- メネレーアス Menelaus（トロイラスとクレシダ）：（伝）トロイア戦争のギリシアの将軍。アガメムノンの弟。ヘレンの夫。

- メサーラ Messala（ジュリアス・シーザー）：（史）マーカス・ブルータスやキャシアスの仲間。
- メンティス Menteith（マクベス）：スコットランドの貴族。

- モンターノ Montano（オセロ）：キプロス島のオセロの前任者。
- モンタギュー Montague（ロミオとジュリエット）：敵対する両家の家長。
- モンタギュー夫人 Lady Montague（ロミオとジュリエット）：モンタギューの妻。

## や
- ユーフローニアス Euphronius（アントニーとクレオパトラ）：（史）アントニーからオクティーヴィアス・シーザーへの使者。
  - 演：パトリック・スチュワート（1981年、映画）、ラルフ・リチャードソン（1931年）
- ユリシーズ Ulysses（トロイラスとクレシダ）：（伝）トロイア戦争のギリシアの将軍。「オデュッセウス」のこと。
  - 外：ホメーロス『オデュッセウス』。

- 予言者（ジュリアス・シーザー）
  - 詞「三月の十五日を御警戒（ようじん）なさい」（第1幕第2場）
- 予言者（アントニーとクレオパトラ）

## ら
- ラーシャス、タイタス Titus Lartius（コリオレイナス）：ヴォルサイ人討伐の将校。
- ラヴィニア Lavinia（タイタス・アンドロニカス）：タイタスの娘。

- リーガン Regan（リア王）：（伝）リアの次女。コンウォール公の妻。
  - 演：ダイアナ・リグ（1984年、映画）
- リーナ、ポピリアス Popilius Lena（ジュリアス・シーザー）：元老員議官。

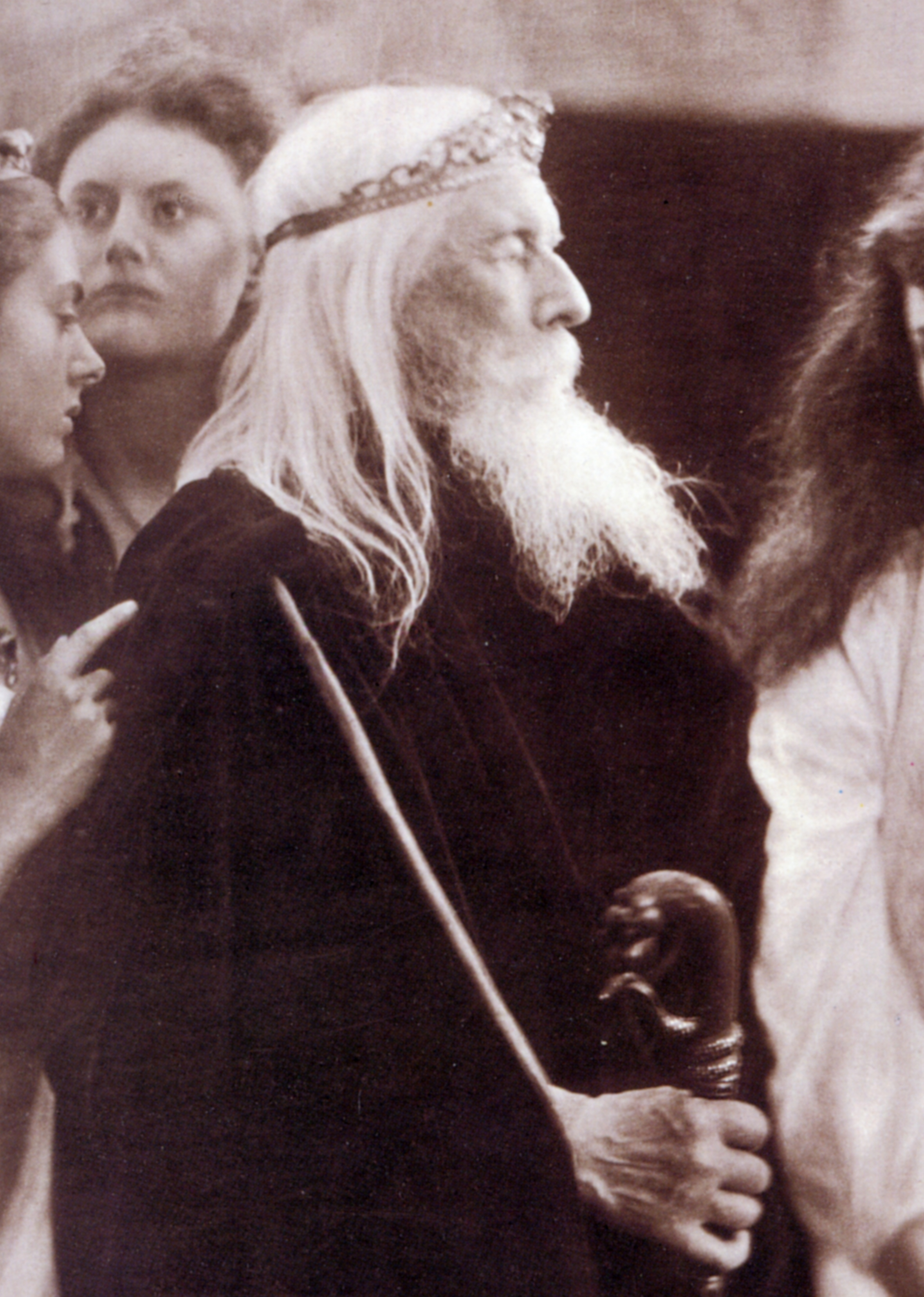
リア王に扮するCharles H. Cameron（1872年）

- リア Lear（リア王）：（伝）ブリテン王。
  - 演：オーソン・ウェルズ、ローレンス・オリヴィエ（1984年、映画）、マイケル・ガンボン（1982年、1983年）、ステイシー・キーチ（2006年）、ジョン・ギールグッド、ケヴィン・クライン、ブライアン・コックス、ジェームズ・アール・ジョーンズ、ポール・スコフィールド（1971年、映画）、仲代達矢（1985年、映画『乱』）、リチャード・バーベッジ（17世紀）、リチャード・ブライアーズ（1990年）、クリストファー・プラマー、マイケル・ホーダーン（1975年と1982年、テレビ）、アンソニー・ホプキンス、イアン・ホルム（1998年、テレビ）、パトリック・マギー（1974年、テレビ）、イアン・マッケラン（2007年）、サイモン・ラッセル・ビール（2014年）
- リゲーリアス Ligarius（ジュリアス・シーザー）：（史）シーザー暗殺の共謀者。

- ルーカラス Lucullus（アテネのタイモン）：取り巻きの貴族。
- ルーシアス Lucius（タイタス・アンドロニカス）：タイタスの息子。
- ルーシアス（子） Young Lucius（タイタス・アンドロニカス）：上記のルーシアスの息子。
- ルーシアス Lucius（アテネのタイモン）：取り巻きの貴族。
- ルーシアス Lucius（ジュリアス・シーザー）：ブルータスの部下。
- ルーシリアス Lucilius（アテネのタイモン）：タイモンの召使い。
- ルーシリアス Lucilius（ジュリアス・シーザー）：マーカス・ブルータスやキャシアスの仲間。
- ルシアーナス Lucianus（ハムレット）：王の甥。

- レアティーズ Laertes（ハムレット）：ポローニアスの息子。
  - 演：リーヴ・シュレイバー（2000年、映画）
- レイナルドー Reynaldo（ハムレット）：ポローニアスの執事。
- レノックス Lennox（マクベス）：スコットランドの貴族。
- レピダス、イーミリアス M. Aemil. Lepidus（ジュリアス・シーザー、アントニーとクレオパトラ）：（史）シーザー死後の3執政官。

- ローゼンクランツ Rosencrantz（ハムレット）：廷臣。
  - 外：トム・ストッパード『ローゼンクランツとギルデンスターンは死んだ』
- ロス Ross（マクベス）：スコットランドの貴族。
- ロドヴィーコ Lodovico（オセロ）：ブラバンショーの親戚。
- ロデリーゴ Roderigo（オセロ）：ヴェネツイアの紳士。
- ロミオ Romeo（ロミオとジュリエット）：モンタギューの息子。
  - 演：ローレンス・オリヴィエとジョン・ギールグッド（1935年、二人でロミオとMercutioを代わる代わる演じた）、U・ジダーノフ（映画『ロメオとジュリエット物語』）、レオナルド・ディカプリオ（1996年、映画『ロミオ+ジュリエット』）、デビッド・テナント（2000年）、ローレンス・ハーヴェイ（1954年、映画）、レスリー・ハワード（1936年、映画）、藤原竜也、レナード・ホワイティング（1968年、映画）、本田博太郎（1979年）、イアン・マッケラン（1976年、当時36歳）、ジェロニモ・メニエル（1964年、映画）、ベイジル・ラスボーン（1934年）
- ロレンス Friar Laurence（ロミオとジュリエット）：フランシスコ会の修道僧。